# Epermenia petrusellus
Epermenia petrusellus is een vlinder uit de familie borstelmotten (Epermeniidae). De wetenschappelijke naam is voor het eerst geldig gepubliceerd in 1883 door Heylaerts.
De soort komt voor in Europa.